# 파울리노 알칸타라
파울리노 알칸타라 리에스트라(스페인어: Paulino Alcántara Riestrá, 1896년 10월 7일 ~ 1964년 2월 13일 ~ )는 전 필리핀 출신 스페인의 전직 축구 선수이자 전 축구 지도자로 유럽 무대에서 활약한 최초의 필리핀 선수이며 이후 스페인으로 귀화했다.
15세에 FC 바르셀로나에서 데뷔해 현재까지 최연소 데뷔 선수에 올라 있다. 또한 357경기에 나와 357골을 넣어 리오넬 메시에 이어 FC 바르셀로나에서 두번째로 많이 득점한 선수이기도 하다. 1927년 31세의 나이에 은퇴한 후 의사로 일했고, 1931년부터 1934년까지 FC 바르셀로나의 고문으로 있었다.

## 클럽 경력

### FC 바르셀로나
알칸타라는 스페인 출신의 군 장교와 필리핀 출신의 어머니 사이에서 태어났다. 세 살 때 가족과 함께 스페인으로 건너갔고 14살의 나이에 FC 바르셀로나 유스팀에 들어갔다. 카탈라 SC전에서 15살 4개월 18일의 나이로 1군에 데뷔했고 그 경기에서 해트트릭을 기록했다. 프랑스 축구 국가대표팀과의 경기에서는 그의 슛이 골대 그물을 찢자 그물 파괴자(El Rompe Redes)라는 별명을 얻게 됐다. 1913년 코파 델 레이 우승과 카탈루냐 풋볼 챔피언쉽 우승, 1916년 카탈루냐 풋볼 챔피언쉽 우승에 일조했다.

### 보헤미안 스포르팅 클럽
1916년 알칸타라는 필리핀으로 돌아가 필리핀 최초의 축구 팀 보헤미안 스포르팅 클럽에서 뛰었다. FC 바르셀로나는 알칸타라의 부재로 대회에서 우승을 차지하지 못했다.

### FC 바르셀로나로 귀환
FC 바르셀로나로 돌아간 뒤, 그의 예전 동료이자 당시 감독이었던 잭 그린웰은 그를 수비수 자리에서 시험해 봤으나 실패했고,동료 선수의 건의로 다시 공격수 자리로 돌아갔다. 그와 함께 에밀리오 사히 리냔, 리카르도 사모라, 호세프 사미티에르, 펠릭스 세수마가 등은 FC 바르셀로나의 첫 황금기를 이끌었고, 1920년, 1922년, 1925년, 1926년에 코파 델 레이 우승과 1919년부터 1927년까지 1923년을 제외하고 카탈루냐 풋볼 챔피언십에서 우승을 차지했다.

## 국가대표팀 경력
1915년 알칸타라는 카탈루냐 축구 국가대표팀에서 데뷔전을 가졌고 1924년까지 적어도 여섯 경기에 나와 적어도 네 골을 넣었다. 1917년에는 필리핀 축구 국가대표팀에 승선해 도쿄에서 열린 극동 선수권 대회에 참가, 일본을 15-2로 완파하며 필리핀 축구 국가대표팀의 최다 점수차 승리 기록과 일본 축구 국가대표팀의 최다 점수차 패배 기록을 경신했다. 1920년에는 스페인 축구 국가대표팀에 발탁돼 1920년 하계 올림픽에 참가할 기회를 얻었으나, 마지막 의학 시험을 위해서 출전하지 않기로 했다. 1년 뒤인 1921년 10월 7일 벨기에전에서 25세의 나이로 데뷔했고 그 경기에서 득점을 올렸다.

## 감독 경력
1951년 스페인 축구 국가대표팀의 감독으로 세 경기를 진행했으며 성적은 1승2무였다.